# Traditions-Eilzug Zwickau
Der Traditions-Eilzug Zwickau ist eine Garnitur historischer Vorkriegseilzugwagen, die die Deutsche Reichsbahn 1977 gemäß der Verordnung des Ministeriums für Verkehrswesen der DDR vom 1. März 1975 zusammenstellte. Ursprünglich war der Zug in Greifswald beheimatet. Mangels Interesse der dortigen Eisenbahner wurde die Zuggarnitur an das Bahnbetriebswerk Zwickau und an den dortigen Modelleisenbahnclub übergeben. Die Zuggarnitur wurde dort jahrelang betreut. Heute wird der Zug von den Mitgliedern des Traditionszug Berlin e. V., mit Sitz im ehemaligen Bw Berlin-Schöneweide betreut und kommt mit Triebfahrzeugen der Dampflokfreunde Berlin e. V., zum Einsatz.

## Wagenpark
Der Wagenpark umfasste vier Eilzugwagen Gattung C4i der 3. Wagenklasse, einen Eilzugwagen BCi für die 2. und 3. Wagenklasse sowie einen Speisewagen Bauart 35 der Mitropa sowie einen dazu passenden Gepäckwagen für Vorräte und Begleiter. Früher war auch gelegentlich ein historischer Bahnpostwagen beigestellt.
| Wagenbauart urspr. | Wagenbauart | Baujahr | Bezeichnung     | Eigentümer | Betreiber              | Standort              | Bemerkungen       | Zustand       |
| ------------------ | ----------- | ------- | --------------- | ---------- | ---------------------- | --------------------- | ----------------- | ------------- |
| C4i-30             | C4ü-30      | 1930    | 72 279 Dresden  | DB Museum  | Dampflokfreunde Berlin | Bw Berlin-Schöneweide |                   | abgestellt    |
| C4i-30             | C4ü-30      | 1931    | 72 813 Dresden  | DB Museum  | Dampflokfreunde Berlin | Bw Berlin-Schöneweide |                   | abgestellt    |
| C4i-30             | C4ü-30      | 1931    | 72 951 Dresden  | DB Museum  | Dampflokfreunde Berlin | Bw Berlin-Schöneweide |                   | abgestellt    |
| C4i-30             | C4ü-30      | 1932    | 73 245 Dresden  | DB Museum  | Dampflokfreunde Berlin | OMB Neustrelitz       | mit Nummer 33 086 | betriebsfähig |
| BC4i-30            | BC4ü-30     | 1930    | 33 086 Dresden  | DB Museum  | Dampflokfreunde Berlin | Bw Berlin-Schöneweide | mit Nummer 73 245 | abgestellt    |
| WR4ü-35            | WR4ü-35     | 1936    | 1108 (Mitropa)  | DB Museum  | Dampflokfreunde Berlin | Bw Berlin-Schöneweide |                   | abgestellt    |
| Pw4i-31            | Pw4ü-31     | 1932    | 112 258 Dresden | DB Museum  | Dampflokfreunde Berlin | Bw Berlin-Schöneweide | mit Buffetbereich | abgestellt    |
| Post4ü             | Post4ü      | 1933    | 4467 Hal        | DM         |                        | DM V München          |                   | Museumsstück  |

Die Wagen wurden 1984 vom Reichsbahnausbesserungswerk Delitzsch sowie dem Reichsbahnausbesserungswerk Gotha saniert und äußerlich in den Originalzustand der Deutschen Reichsbahn versetzt. Ein Teil der Wagen wurde auch innen rekonstruiert. Die Abteile der 3. Klasse erhielten unter anderem Holzsitze. Nach der Wende wurden die Fahrzeuge Eigentum des Verkehrsmuseums Nürnberg und waren jahrelang im Freien in Nürnberg abgestellt.
Fünf Wagen (drei Eilzugwagen, der Speisewagen und der Gepäckwagen) wurden daher dem Verein Traditionszug Berlin e. V. als Leihgabe übergeben, der diese Wagen in Sonderzügen einsetzt. Hier kamen meist die 03 1010 des DB Museums Halle und die 119 158-4 der Dampflokfreunde Berlin e.V. (Leihgabe des DB Museums), zeitweise aber auch 52 8177-9 des gleichen Vereins zum Einsatz. Jedoch liefen im Jahre 2008 nacheinander die Fristen der Wagen ab. Seitdem konnte nur der Mitropa-Speisewagen und zwei Eilzugwagen wieder aufgearbeitet werden. Die anderen Wagen sind seitdem im Bahnbetriebswerk Berlin-Schöneweide abgestellt und warten auf die Restaurierung, für die der Verein weiterhin Spenden sammelt. 